# 2e étape du Tour d'Italie 2017
Pour un article plus général, voir Tour d'Italie 2017.
La 2e étape du Tour d'Italie 2017 se déroule le samedi 6 mai 2017, entre Olbia et Tortolì sur une distance de 221 km.

## Résultats

### Classement de l'étape
| \| Classement de l'étape \| Classement de l'étape \| Classement de l'étape \| Classement de l'étape \| Classement de l'étape \| \| Coureur \| Coureur \| Pays \| Équipe \| Temps \| \| --------------------- \| --------------------- \| --------------------- \| --------------------- \| --------------------- \| \| 1er \| André Greipel \| Allemagne \| Lotto-Soudal \| 6 h 05 min 18 s \| \| 2e \| Roberto Ferrari \| Italie \| UAE Team Emirates \| + 0 s \| \| 3e \| Jasper Stuyven \| Belgique \| Trek-Segafredo \| + 0 s \| \| 4e \| Fernando Gaviria \| Colombie \| Quick-Step Floors \| + 0 s \| \| 5e \| Kristian Sbaragli \| Italie \| Dimension Data \| + 0 s \| \| 6e \| Enrico Battaglin \| Italie \| LottoNL-Jumbo \| + 0 s \| \| 7e \| Ryan Gibbons \| Afrique du Sud \| Dimension Data \| + 0 s \| \| 8e \| Geraint Thomas \| Royaume-Uni \| Team Sky \| + 0 s \| \| 9e \| Caleb Ewan \| Australie \| Orica-Scott \| + 0 s \| \| 10e \| Rui Costa \| Portugal \| UAE Team Emirates \| + 0 s \| |                   |                |                   |                 |
| |                   |                |                   |                 |
| Source : ProCyclingStats |                   |                |                   |                 |
| Classement de l'étape |                   |                |                   |                 |
| Coureur | Coureur           | Pays           | Équipe            | Temps           |
| 1er | André Greipel     | Allemagne      | Lotto-Soudal      | 6 h 05 min 18 s |
| 2e | Roberto Ferrari   | Italie         | UAE Team Emirates | + 0 s           |
| 3e | Jasper Stuyven    | Belgique       | Trek-Segafredo    | + 0 s           |
| 4e | Fernando Gaviria  | Colombie       | Quick-Step Floors | + 0 s           |
| 5e | Kristian Sbaragli | Italie         | Dimension Data    | + 0 s           |
| 6e | Enrico Battaglin  | Italie         | LottoNL-Jumbo     | + 0 s           |
| 7e | Ryan Gibbons      | Afrique du Sud | Dimension Data    | + 0 s           |
| 8e | Geraint Thomas    | Royaume-Uni    | Team Sky          | + 0 s           |
| 9e | Caleb Ewan        | Australie      | Orica-Scott       | + 0 s           |
| 10e | Rui Costa         | Portugal       | UAE Team Emirates | + 0 s           |

### Points attribués
|   | Cycliste             | Nat         | Équipe                | Pts | Bonif |
| - | -------------------- | ----------- | --------------------- | --- | ----- |
| 1 | Daniel Teklehaimanot | Érythrée    | Dimension Data        | 20  | 3 s   |
| 2 | Simone Andreetta     | Italie      | Bardiani CSF          | 12  | 2 s   |
| 3 | Ilia Koshevoy        | Biélorussie | Wilier T-Selle Italia | 8   | 1 s   |
| 4 | Łukasz Owsian        | Pologne     | CCC Sprandi Polk.     | 6   |       |
| 5 | Evgeny Shalunov      | Russie      | Gazprom-RusVelo       | 4   |       |
| 6 | Kristian Sbaragli    | Italie      | Dimension Data        | 3   |       |
| 7 | Igor Antón           | Espagne     | Dimension Data        | 2   |       |
| 8 | Jan Bárta            | Tchéquie    | Bora-Hansgrohe        | 1   |       |

|   | Cycliste             | Nat         | Équipe                | Pts | Bonif |
| - | -------------------- | ----------- | --------------------- | --- | ----- |
| 1 | Daniel Teklehaimanot | Érythrée    | Dimension Data        | 20  | 3 s   |
| 2 | Ilia Koshevoy        | Biélorussie | Wilier T-Selle Italia | 12  | 2 s   |
| 3 | Evgeny Shalunov      | Russie      | Gazprom-RusVelo       | 8   | 1 s   |
| 4 | Simone Andreetta     | Italie      | Bardiani CSF          | 6   |       |
| 5 | Łukasz Owsian        | Pologne     | CCC Sprandi Polk.     | 4   |       |
| 6 | Kristian Sbaragli    | Italie      | Dimension Data        | 3   |       |
| 7 | Jan Bárta            | Tchéquie    | Bora-Hansgrohe        | 2   |       |
| 8 | Cesare Benedetti     | Italie      | Bora-Hansgrohe        | 1   |       |

| - Sprint final de Tortolì (km 221) \| \| Cycliste \| Nat \| Équipe \| Points \| Bonif \| \| -- \| ------------------- \| -------------- \| ----------------- \| ------ \| ----- \| \| 1 \| André Greipel \| Allemagne \| Lotto-Soudal \| 50 \| 10 s \| \| 2 \| Roberto Ferrari \| Italie \| UAE Emirates \| 35 \| 6 s \| \| 3 \| Jasper Stuyven \| Belgique \| Trek-Segafredo \| 25 \| 4 s \| \| 4 \| Fernando Gaviria \| Colombie \| Quick-Step Floors \| 18 \| \| \| 5 \| Kristian Sbaragli \| Italie \| Dimension Data \| 14 \| \| \| 6 \| Enrico Battaglin \| Italie \| Lotto NL-Jumbo \| 12 \| \| \| 7 \| Ryan Gibbons \| Afrique du Sud \| Dimension Data \| 10 \| \| \| 8 \| Geraint Thomas \| Royaume-Uni \| Sky \| 8 \| \| \| 9 \| Caleb Ewan \| Australie \| Orica-Scott \| 7 \| \| \| 10 \| Rui Costa \| Portugal \| UAE Emirates \| 6 \| \| \| 11 \| Matteo Montaguti \| Italie \| AG2R La Mondiale \| 5 \| \| \| 12 \| Davide Villella \| Italie \| Cannondale-Drapac \| 4 \| \| \| 13 \| Vincenzo Nibali \| Italie \| Bahrain-Merida \| 3 \| \| \| 14 \| Maximiliano Richeze \| Argentine \| Quick-Step Floors \| 2 \| \| \| 15 \| Lukas Pöstlberger \| Autriche \| Bora-Hansgrohe \| 1 \| \| |                     |                |                   |        |       |
| | Cycliste            | Nat            | Équipe            | Points | Bonif |
| 1 | André Greipel       | Allemagne      | Lotto-Soudal      | 50     | 10 s  |
| 2 | Roberto Ferrari     | Italie         | UAE Emirates      | 35     | 6 s   |
| 3 | Jasper Stuyven      | Belgique       | Trek-Segafredo    | 25     | 4 s   |
| 4 | Fernando Gaviria    | Colombie       | Quick-Step Floors | 18     |       |
| 5 | Kristian Sbaragli   | Italie         | Dimension Data    | 14     |       |
| 6 | Enrico Battaglin    | Italie         | Lotto NL-Jumbo    | 12     |       |
| 7 | Ryan Gibbons        | Afrique du Sud | Dimension Data    | 10     |       |
| 8 | Geraint Thomas      | Royaume-Uni    | Sky               | 8      |       |
| 9 | Caleb Ewan          | Australie      | Orica-Scott       | 7      |       |
| 10 | Rui Costa           | Portugal       | UAE Emirates      | 6      |       |
| 11 | Matteo Montaguti    | Italie         | AG2R La Mondiale  | 5      |       |
| 12 | Davide Villella     | Italie         | Cannondale-Drapac | 4      |       |
| 13 | Vincenzo Nibali     | Italie         | Bahrain-Merida    | 3      |       |
| 14 | Maximiliano Richeze | Argentine      | Quick-Step Floors | 2      |       |
| 15 | Lukas Pöstlberger   | Autriche       | Bora-Hansgrohe    | 1      |       |

### Cols et côtes
|   | Cycliste             | Pays        | Équipe                        | Points |
| - | -------------------- | ----------- | ----------------------------- | ------ |
| 1 | Simone Andreetta     | Italie      | Bardiani CSF                  | 7      |
| 2 | Evgeny Shalunov      | Russie      | Gazprom-RusVelo               | 4      |
| 3 | Daniel Teklehaimanot | Érythrée    | Dimension Data                | 2      |
| 4 | Ilia Koshevoy        | Biélorussie | Wilier Triestina-Selle Italia | 1      |

|   | Cycliste             | Pays     | Équipe            | Points |
| - | -------------------- | -------- | ----------------- | ------ |
| 1 | Daniel Teklehaimanot | Érythrée | Dimension Data    | 15     |
| 2 | Omar Fraile          | Espagne  | Dimension Data    | 8      |
| 3 | Pierre Rolland       | France   | Cannondale-Drapac | 6      |
| 4 | Lukas Pöstlberger    | Autriche | Bora-Hansgrohe    | 4      |
| 5 | Matteo Montaguti     | Italie   | AG2R La Mondiale  | 2      |
| 6 | Manuele Boaro        | Italie   | Bahrain-Merida    | 1      |

## Classements à l'issue de l'étape

### Classement général
| \| Classement général \| Classement général \| Classement général \| Classement général \| Classement général \| \| Coureur \| Coureur \| Pays \| Équipe \| Temps \| \| ------------------ \| ------------------ \| ------------------ \| ------------------ \| ------------------ \| \| 1er \| André Greipel \| Allemagne \| Lotto-Soudal \| 11 h 18 min 39 s \| \| 2e \| Lukas Pöstlberger \| Autriche \| Bora-Hansgrohe \| + 4 s \| \| 3e \| Caleb Ewan \| Australie \| Orica-Scott \| + 8 s \| \| 4e \| Roberto Ferrari \| Italie \| UAE Team Emirates \| + 8 s \| \| 5e \| Jasper Stuyven \| Belgique \| Trek-Segafredo \| + 10 s \| \| 6e \| Pavel Brutt \| Russie \| Gazprom-RusVelo \| + 12 s \| \| 7e \| Kristian Sbaragli \| Italie \| Dimension Data \| + 14 s \| \| 8e \| Ryan Gibbons \| Afrique du Sud \| Dimension Data \| + 14 s \| \| 9e \| Fernando Gaviria \| Colombie \| Quick-Step Floors \| + 14 s \| \| 10e \| Enrico Battaglin \| Italie \| LottoNL-Jumbo \| + 14 s \| |                   |                |                   |                  |
| |                   |                |                   |                  |
| Source : ProCyclingStats |                   |                |                   |                  |
| Classement général |                   |                |                   |                  |
| Coureur | Coureur           | Pays           | Équipe            | Temps            |
| 1er | André Greipel     | Allemagne      | Lotto-Soudal      | 11 h 18 min 39 s |
| 2e | Lukas Pöstlberger | Autriche       | Bora-Hansgrohe    | + 4 s            |
| 3e | Caleb Ewan        | Australie      | Orica-Scott       | + 8 s            |
| 4e | Roberto Ferrari   | Italie         | UAE Team Emirates | + 8 s            |
| 5e | Jasper Stuyven    | Belgique       | Trek-Segafredo    | + 10 s           |
| 6e | Pavel Brutt       | Russie         | Gazprom-RusVelo   | + 12 s           |
| 7e | Kristian Sbaragli | Italie         | Dimension Data    | + 14 s           |
| 8e | Ryan Gibbons      | Afrique du Sud | Dimension Data    | + 14 s           |
| 9e | Fernando Gaviria  | Colombie       | Quick-Step Floors | + 14 s           |
| 10e | Enrico Battaglin  | Italie         | LottoNL-Jumbo     | + 14 s           |

### Classement du meilleur jeune
| Classement du meilleur jeune | Classement du meilleur jeune | Classement du meilleur jeune | Classement du meilleur jeune | Classement du meilleur jeune |
|                              | Coureur                      | Pays                         | Équipe                       | Temps                        |
| ---------------------------- | ---------------------------- | ---------------------------- | ---------------------------- | ---------------------------- |
| 1er                          | Lukas Pöstlberger            | Autriche                     | Bora-Hansgrohe               | en 11 h 18 min 43 s          |
| 2e                           | Caleb Ewan                   | Australie                    | Orica-Scott                  | + 4 s                        |
| 3e                           | Jasper Stuyven               | Belgique                     | Trek-Segafredo               | + 10 s                       |
| 4e                           | Ryan Gibbons                 | Afrique du Sud               | Dimension Data               | + 10 s                       |
| 5e                           | Fernando Gaviria             | Colombie                     | Quick-Step Floors            | + 10 s                       |
| modifier                     |                              |                              |                              |                              |

### Classement aux points
| Classement par points | Classement par points | Classement par points | Classement par points | Classement par points |
| --------------------- | --------------------- | --------------------- | --------------------- | --------------------- |
|                       | Coureur               | Pays                  | Équipe                | Point(s)              |
| 1er                   | André Greipel         | Allemagne             | Lotto-Soudal          | 75 points             |
| 2e                    | Daniel Teklehaimanot  | Érythrée              | Dimension Data        | 72 pts                |
| 3e                    | Lukas Pöstlberger     | Autriche              | Bora-Hansgrohe        | 51 pts                |
| 4e                    | Caleb Ewan            | Australie             | Orica-Scott           | 42 pts                |
| 5e                    | Kristian Sbaragli     | Italie                | Dimension Data        | 38 pts                |
| modifier              |                       |                       |                       |                       |

### Classement du meilleur grimpeur
| Classement du meilleur grimpeur | Classement du meilleur grimpeur | Classement du meilleur grimpeur | Classement du meilleur grimpeur | Classement du meilleur grimpeur |
| ------------------------------- | ------------------------------- | ------------------------------- | ------------------------------- | ------------------------------- |
|                                 | Coureur                         | Pays                            | Équipe                          | Point(s)                        |
| 1er                             | Daniel Teklehaimanot            | Érythrée                        | Dimension Data                  | 20 points                       |
| 2e                              | Cesare Benedetti                | Italie                          | Bora-Hansgrohe                  | 9 pts                           |
| 3e                              | Omar Fraile                     | Espagne                         | Dimension Data                  | 8 pts                           |
| 4e                              | Simone Andreetta                | Italie                          | Bardiani CSF                    | 7 pts                           |
| 5e                              | Pierre Rolland                  | France                          | Cannondale-Drapac               | 6 pts                           |
| modifier                        |                                 |                                 |                                 |                                 |

### Classements par équipes

#### Classement au temps
| Classement par équipes au temps | Classement par équipes au temps | Classement par équipes au temps | Classement par équipes au temps |
|                                 | Équipe                          | Pays                            | Temps                           |
| ------------------------------- | ------------------------------- | ------------------------------- | ------------------------------- |
| 1re                             | Orica-Scott                     | Australie                       | en 33 h 56 min 39 s             |
| 2e                              | Bora-Hansgrohe                  | Allemagne                       | m.t                             |
| 3e                              | UAE Emirates                    | Émirats arabes unis             | m.t                             |
| 4e                              | Trek-Segafredo                  | États-Unis                      | m.t                             |
| 5e                              | Quick-Step Floors               | Belgique                        | m.t                             |
| modifier                        |                                 |                                 |                                 |

#### Classement aux points
| Classement par équipes aux points | Classement par équipes aux points | Classement par équipes aux points | Classement par équipes aux points | Classement par équipes aux points |
|                                   | Équipes                           | Pays                              |                                   | Point(s)                          |
| --------------------------------- | --------------------------------- | --------------------------------- | --------------------------------- | --------------------------------- |
| 1re                               | Lotto-Soudal                      | Allemagne                         |                                   | 75                                |
| 2e                                | Dimension Data                    | Afrique du Sud                    |                                   | 73                                |
| 3e                                | Bora-Hansgrohe                    | Allemagne                         |                                   | 66                                |
| 4e                                | UAE Emirates                      | Émirats arabes unis               |                                   | 55                                |
| 5e                                | Trek-Segafredo                    | États-Unis                        |                                   | 53                                |
| modifier                          |                                   |                                   |                                   |                                   |